# Graphomya parvinotata
Graphomya parvinotata är en tvåvingeart som beskrevs av Enrico Adelelmo Brunetti 1929. Graphomya parvinotata ingår i släktet Graphomya och familjen husflugor. Inga underarter finns listade i Catalogue of Life.